# 6-Stunden-Rennen von Watkins Glen 2023

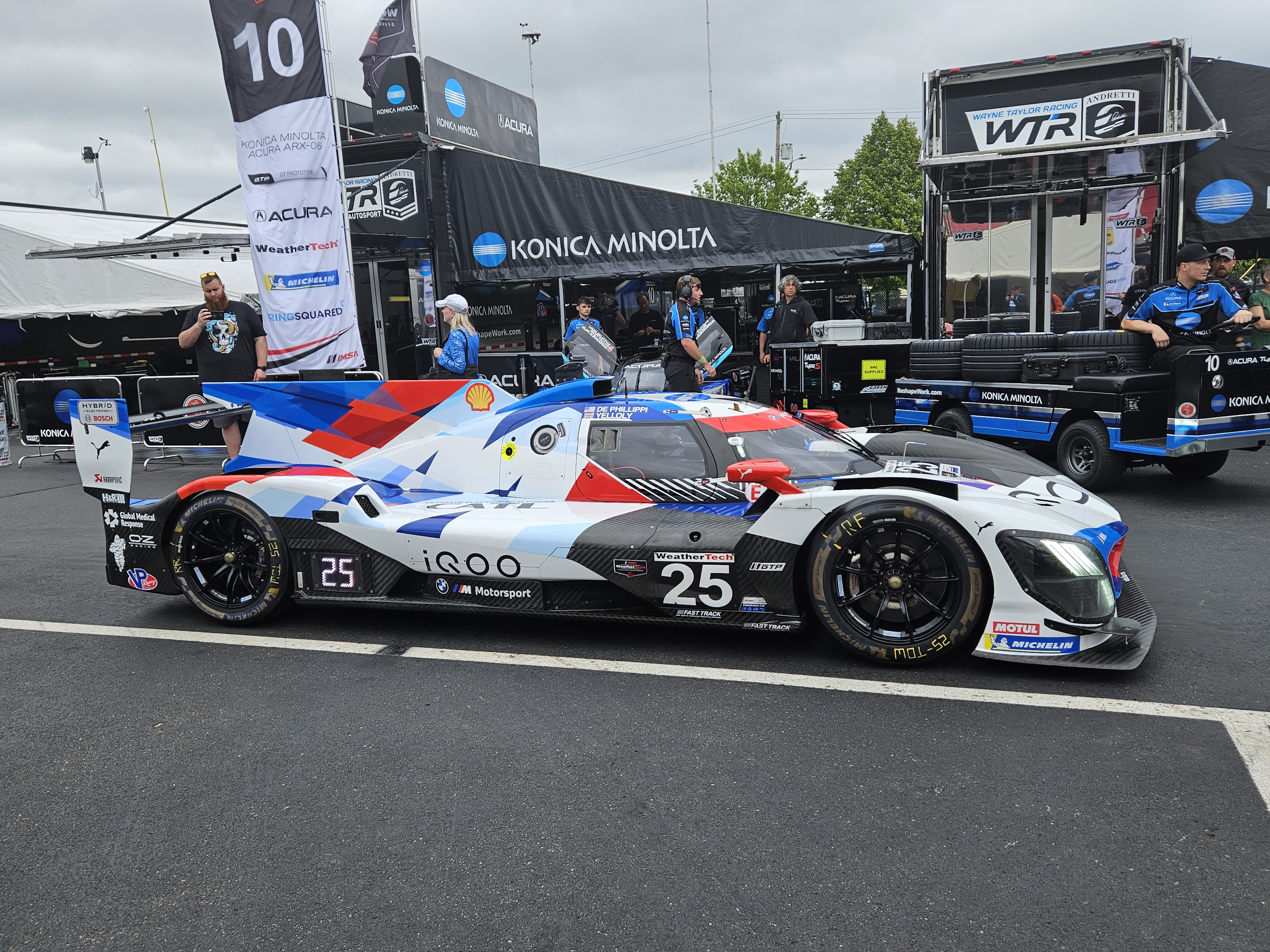
Der siegreiche BMW M Hybrid V8 von Connor De Phillippi und Nick Yelloly

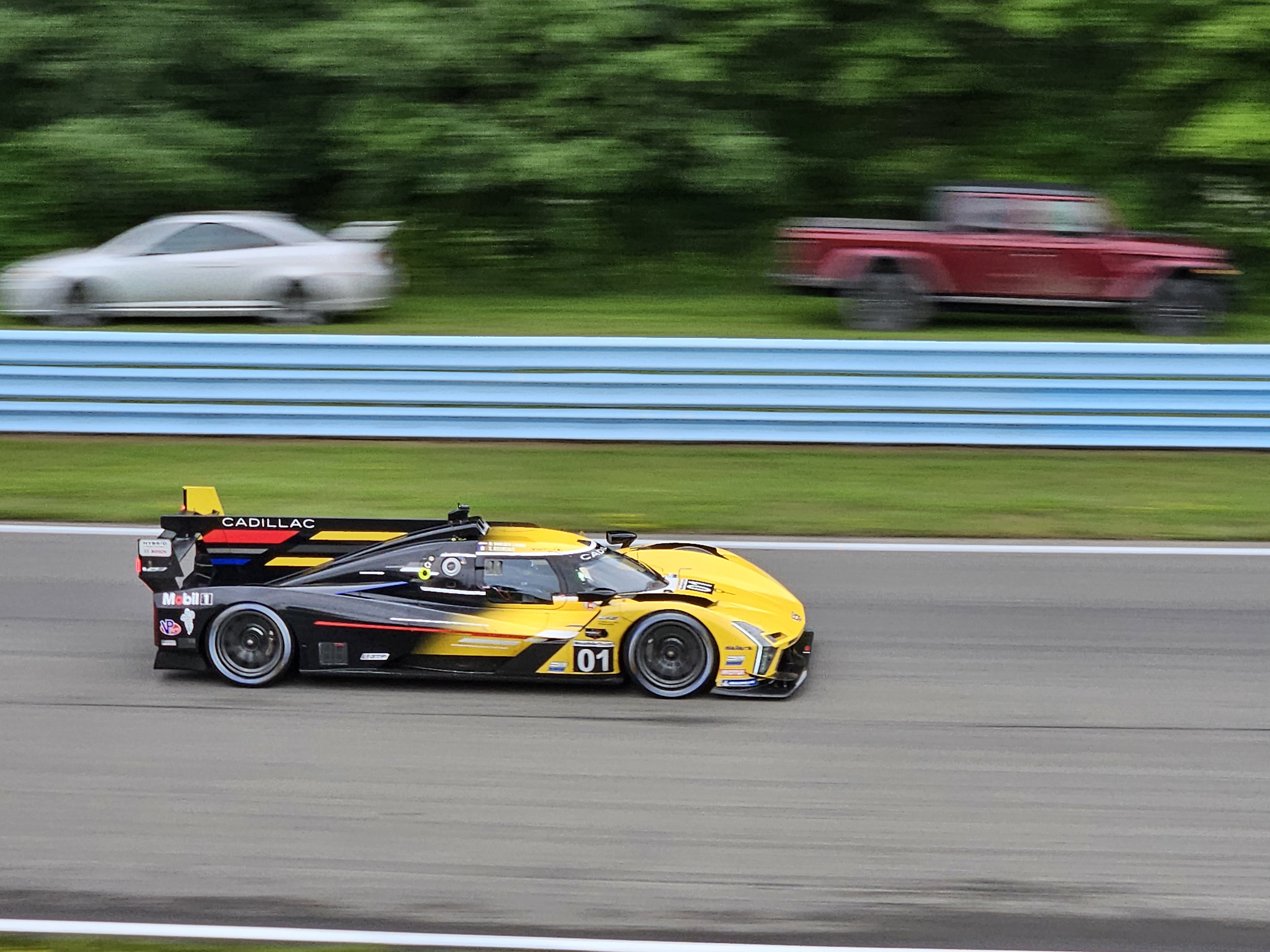
Der fünftplatzierte Cadillac V-Series.R von Sébastien Bourdais und Renger van der Zande

Das 6-Stunden-Rennen von Watkins Glen 2023, auch 2023 Sahlen's Six Hours of The Glen, fand am 25. Juni auf der Rennstrecke Watkins Glen International statt und war der fünfte Wertungslauf der IMSA WeatherTech SportsCar Championship dieses Jahres.

## Das Rennen
Nach dem Rennverlauf fehlten BMW 8 Minuten zum ersten Gesamtsieg des BMW M Hybrid V8 in der IMSA WeatherTech SportsCar Championship. 30 Minuten vor Rennende führte Connor De Phillippi (Teamkollege Nick Yelloly) im BMW mit einem Vorsprung von 12 Sekunden auf den Porsche 963 von Mathieu Jaminet (Teamkollege Nick Tandy). Jaminet gelang es den Rückstand im dichten Überrundungsverkehr zu verkürzen. Als De Phillippi hinter zwei GT-Fahrzeugen feststeckte, überholte Jaminet den BMW. Kurz darauf hatte ausgerechnet der BMW-Pilot Bill Auberlen im M4 GT3 einen Unfall, wodurch das Rennen unter Gelben Flaggen zu Ende ging. Als Dritte kamen Jack Aitken, Luís Felipe Derani und Alexander Sims im Cadillac V-Series.R ins Ziel.
Der siegreiche Porsche bestand jedoch die technische Abnahme nach dem Rennen nicht. Ein Skip Pad (ein in der Mitte des Unterbodens angebrachter Gleitschutz aus Holz) lag außerhalb der zulässigen Toleranzgrenze, weshalb der Wagen disqualifiziert wurde und BMW doch noch der erste Saisonsieg gelang.

## Ergebnisse

### Schlussklassement
| 1               | GTP     | 25  | BMW M Team RLL                              | Connor De Phillippi Nick Yelloly                      | BMW M Hybrid V8               | 201 |
| 2               | GTP     | 31  | Whelen Engineering Racing                   | Jack Aitken Luís Felipe Derani Alexander Sims         | Cadillac V-Series.R           | 201 |
| 3               | GTP     | 60  | Meyer Shank Racing with Curb-Agajanian      | Tom Blomqvist Colin Braun                             | Acura ARX-06                  | 201 |
| 4               | GTP     | 5   | JDC Miller MotorSports                      | Tijmen van der Helm Mike Rockenfeller                 | Porsche 963                   | 199 |
| 5               | GTP     | 01  | Cadillac Racing                             | Sébastien Bourdais Renger van der Zande               | Cadillac V-Series.R           | 197 |
| 6               | LMP2    | 04  | CrowdStrike Racing by APR                   | Ben Hanley George Kurtz Nolan Siegel                  | Oreca 07                      | 196 |
| 7               | LMP2    | 18  | Era Motorsport                              | Ryan Dalziel Dwight Merriman Christian Rasmussen      | Oreca 07                      | 196 |
| 8               | LMP2    | 52  | PR1 Mathiasen Motorsports                   | Paul-Loup Chatin Ben Keating Alex Quinn               | Oreca 07                      | 196 |
| 9               | LMP2    | 35  | TDS Racing                                  | John Falb Josh Pierson Giedo van der Garde            | Oreca 07                      | 195 |
| 10              | LMP2    | 8   | Tower Motorsports                           | Will Stevens Salih Yoluç Kyffin Simpson               | Oreca 07                      | 195 |
| 11              | LMP2    | 88  | AF Corse                                    | Nicklas Nielsen Luís Pérez Companc Lilou Wadoux       | Oreca 07                      | 193 |
| 12              | LMP3    | 74  | Riley Motorsports                           | Josh Burdon Felipe Fraga Gar Robinson                 | Ligier JS P320                | 189 |
| 13              | LMP3    | 30  | Jr III Racing                               | Ari Balogh Dakota Dickerson Garett Grist              | Ligier JS P320                | 189 |
| 14              | LMP3    | 17  | AWA                                         | Wayne Boyd Anthony Mantella Nicolás Varrone           | Duqueine M30 - D08            | 189 |
| 15              | LMP3    | 36  | Andretti Autosport                          | Jarett Andretti Gabby Chaves Glenn van Berlo          | Ligier JS P320                | 188 |
| 16              | LMP3    | 13  | AWA                                         | Matthew Bell Orey Fidani Lars Kern                    | Duqueine M30 - D08            | 188 |
| 17              | LMP3    | 4   | Ave Motorsports                             | Trenton Estep Tõnis Kasemets Seth Lucas               | Ligier JS P320                | 187 |
| 18              | LMP3    | 33  | Sean Creech Motorsports                     | João Barbosa Nico Pino Lance Willsey                  | Ligier JS P320                | 187 |
| 19              | LMP3    | 54  | MLT Motorsports                             | Stevan McAleer Andrew Pinkerton Jason Rabe            | Ligier JS P320                | 185 |
| 20              | GTD     | 12  | Vasser Sullivan Racing                      | Frankie Montecalvo Aaron Telitz Parker Thompson       | Lexus RC F GT3                | 183 |
| 21              | GTD-Pro | 14  | Vasser Sullivan Racing                      | Ben Barnicoat Jack Hawksworth                         | Lexus RC F GT3                | 183 |
| 22              | GTD-Pro | 62  | Risi Competizione                           | Davide Rigon Daniel Serra                             | Ferrari 296 GT3               | 183 |
| 23              | GTD-Pro | 3   | Corvette Racing                             | Antonio García Jordan Taylor                          | Chevrolet Corvette C8.R GTD   | 183 |
| 24              | GTD-Pro | 79  | WeatherTech Racing                          | Jules Gounon Daniel Juncadella                        | Mercedes-AMG GT3 Evo          | 183 |
| 25              | GTD     | 1   | Paul Miller Racing                          | Corey Lewis Bryan Sellers Madison Snow                | BMW M4 GT3                    | 183 |
| 26              | GTD     | 16  | Wright Motorsports                          | Ryan Hardwick Jan Heylen Zacharie Robichon            | Porsche 911 GT3 R (992)       | 183 |
| 27              | GTD     | 023 | Triarsi Competizione                        | Alessio Rovera Charlie Scardina Onofrio Triarsi       | Ferrari 296 GT3               | 95  |
| 28              | GTD     | 66  | Gradient Racing                             | Katherine Legge Marc Miller Sheena Monk               | Acura NSX GT3 Evo22           | 183 |
| 29              | GTD-Pro | 9   | Pfaff Motorsports                           | Klaus Bachler Patrick Pilet                           | Porsche 911 GT3 R (992)       | 183 |
| 30              | GTD     | 27  | Heart of Racing Team                        | Roman De Angelis Ian James Marco Sørensen             | Aston Martin Vantage AMR GT3  | 183 |
| 31              | GTD-Pro | 23  | Heart of Racing Team                        | Ross Gunn Alex Riberas                                | Aston Martin Vantage AMR GT3  | 183 |
| 32              | GTD     | 78  | Forte Racing Powered by US RaceTronics      | Misha Goikhberg Patrick Liddy Loris Spinelli          | Lamborghini Huracán GT3 Evo 2 | 183 |
| 33              | GTD     | 93  | Racers Edge Motorsports with WTR            | Danny Formal Ashton Harrison Kyle Marcelli            | Acura NSX GT3 Evo22           | 183 |
| 34              | GTD     | 44  | Magnus Racing                               | Andy Lally John Potter Spencer Pumpelly               | Aston Martin Vantage AMR GT3  | 183 |
| 35              | GTD     | 92  | Kelly-Moss with Riley                       | Julien Andlauer David Brule Alec Udell                | Porsche 911 GT3 R (992)       | 301 |
| 36              | LMP3    | 85  | JDC-Miller MotorSports                      | Till Bechtolsheimer Dan Goldburg Rasmus Lindh         | Duqueine M30 - D08            | 182 |
| 37              | GTD     | 77  | Wright Motorsports                          | Alan Brynjolfsson Trent Hindman Maxwell Root          | Porsche 911 GT3 R (992)       | 182 |
| 38              | GTD     | 32  | Team Korthoff Motorsports                   | Mikaël Grenier Kenton Koch Mike Skeen                 | Mercedes-AMG GT3 Evo          | 182 |
| 39              | LMP2    | 11  | TDS Racing                                  | Scott Huffaker Mikkel Jensen Steven Thomas            | Oreca 07                      | 182 |
| 40              | GTD     | 96  | Turner Motorsport                           | Michael Dinan Robby Foley Patrick Gallagher           | BMW M4 GT3                    | 182 |
| 41              | GTD     | 80  | AO Racing Team                              | P. J. Hyett Gunnar Jeannette Sebastian Priaulx        | Porsche 911 GT3 R (992)       | 182 |
| 42              | GTD     | 70  | Inception Racing                            | Brendan Iribe Ollie Millroy Frederik Schandorff       | McLaren 720S GT3 Evo          | 182 |
| 43              | GTD     | 83  | Iron Dames                                  | Sarah Bovy Rahel Frey Doriane Pin                     | Lamborghini Huracán GT3 Evo 2 | 182 |
| 44              | GTD     | 91  | Kelly-Moss with Riley                       | Jaxon Evans Alan Metni Kay van Berlo                  | Porsche 911 GT3 R (992)       | 181 |
| Disqualifiziert |         |     |                                             |                                                       |                               |     |
| 45              | GTP     | 6   | Porsche Penske Motorsport                   | Mathieu Jaminet Nick Tandy                            | Porsche 963                   | 201 |
| Ausgefallen     |         |     |                                             |                                                       |                               |     |
| 46              | GTD-Pro | 95  | Turner Motorsport                           | Bill Auberlen Chandler Hull John Edwards              | BMW M4 GT3                    | 179 |
| 47              | GTP     | 10  | Wayne Taylor Racing with Andretti Autosport | Filipe Albuquerque Louis Delétraz Ricky Taylor        | Acura ARX-06                  | 176 |
| 48              | GTD     | 47  | Cetilar Racing                              | Antonio Fuoco Roberto Lacorte Giorgio Sernagiotto     | Ferrari 296 GT3               | 158 |
| 49              | GTD-Pro | 21  | AF Corse                                    | Simon Mann Miguel Molina Ulysse de Pauw               | Ferrari 296 GT3               | 134 |
| 50              | LMP3    | 38  | Performance Tech Motorsports                | Christopher Allen Connor Bloum Alex Kirby             | Ligier JS P320                | 109 |
| 51              | GTD-Pro | 63  | Iron Lynx                                   | Jordan Pepper Andrea Caldarelli                       | Lamborghini Huracán GT3 Evo 2 | 108 |
| 52              | GTD     | 42  | NTE Sport                                   | Jaden Conwright Luke Berkeley Rob Ferriol             | Lamborghini Huracán GT3 Evo 2 | 105 |
| 53              | GTP     | 7   | Porsche Penske Motorsport                   | Matt Campbell Felipe Nasr                             | Porsche 963                   | 100 |
| 54              | LMP2    | 20  | High Class Racing                           | Dennis Andersen Anders Fjordbach Ed Jones Mark Kvamme | Oreca 07                      | 60  |
| 55              | GTD     | 57  | HTP Winward Racing                          | Indy Dontje Raffaele Marciello Russell Ward           | Mercedes-AMG GT3 Evo          | 32  |
| 56              | LMP2    | 51  | Rick Ware Racing                            | Devlin DeFrancesco Pietro Fittipaldi Eric Lux         | Oreca 07                      | 7   |
| 57              | GTP     | 24  | BMW M Team RLL                              | Philipp Eng Augusto Farfus                            | BMW M Hybrid V8               | 1   |

### Nur in der Meldeliste
Zu diesem Rennen sind keine weiteren Meldungen bekannt.

### Klassensieger
| Klasse  | Fahrer              | Fahrer          | Fahrer          | Fahrzeug        | Platzierung im Gesamtklassement |
| ------- | ------------------- | --------------- | --------------- | --------------- | ------------------------------- |
| GTP     | Connor De Phillippi | Nick Yelloly    |                 | BMW M Hybrid V8 | Gesamtsieg                      |
| LMP2    | Ben Hanley          | George Kurtz    | Nolan Siegel    | Oreca 07        | Rang 6                          |
| LMP3    | Josh Burdon         | Felipe Fraga    | Gar Robinson    | Ligier JS P320  | Rang 12                         |
| GTD-Pro | Ben Barnicoat       | Jack Hawksworth |                 | Lexus RC F GT3  | Rang 21                         |
| GTD     | Frankie Montecalvo  | Aaron Telitz    | Parker Thompson | Lexus RC F GT3  | Rang 20                         |

### Renndaten
- Gemeldet: 57
- Gestartet: 57
- Gewertet: 44
- Rennklassen: 5
- Zuschauer: unbekannt
- Wetter am Renntag: trocken und warm
- Streckenlänge: 5,435 km
- Fahrzeit des Siegerteams: 6:03:09,715 Stunden
- Gesamtrunden des Siegerteams: 201
- Gesamtdistanz des Siegerteams: 1092,435 km
- Siegerschnitt: unbekannt
- Pole Position: Loris Spinelli – Lamborghini Huracán GT3 Evo 2 (#78) – 1:44,430 = 188,340 km/h
- Schnellste Rennrunde: Jack Aitken – Cadillac V-Series.R (#31) – 1:33,028 = 211,750 km/h
- Rennserie: 5. Lauf zur IMSA WeatherTech SportsCar Championship 2023